# Třída Georges Leygues
Třída Georges Leygues (jinak též typ F70) je třída raketových fregaty francouzského námořnictva. V letech 1979–1990 bylo do služby zařazeno sedm lodí této třídy. Jejich hlavním úkolem je ničení ponorek. Protiletadlovou variantou této třídy jsou dvě jednotky třídy Cassard.

## Stavba
Všech sedm jednotek této třídy postavila loděnice Arsenal de Brest v Brestu. Poslední trojice měla modernější elektroniku a zvětšený můstek.
Jednotky třídy Georges Leygues:
| Jméno                    | Založení kýlu      | Spuštěna           | Vstup do služby   | Status                      |
| ------------------------ | ------------------ | ------------------ | ----------------- | --------------------------- |
| Georges Leygues (D640)   | 16. září 1974      | 17. prosince 1976  | 10. prosince 1979 | Vyřazena 30. července 2013. |
| Dupleix (D641)           | 17. října 1975     | 2. prosince 1978   | 16. ledna 1981    | Vyřazena 16. června 2015.   |
| Montcalm (D642)          | 5. prosince 1975   | 31. května 1980    | 28. května 1982   | Vyřazena 3. července 2017.  |
| Jean de Vienne (D643)    | 26. října 1979     | 17. listopadu 1981 | 25. května 1984   | Vyřazena 11. června 2018.   |
| Primauguet (D644)        | 17. listopadu 1981 | 17. března 1984    | 5. listopadu 1986 | Vyřazena 1. dubna 2019.     |
| Lamotte-Picquet (D645)   | 12. února 1982     | 6. února 1985      | 18. února 1988    | Vyřazena 13. října 2020.    |
| Latouche-Treville (D646) | 15. února 1984     | 19. března 1988    | 16. července 1990 | Vyřazena 1. července 2022.  |

## Konstrukce

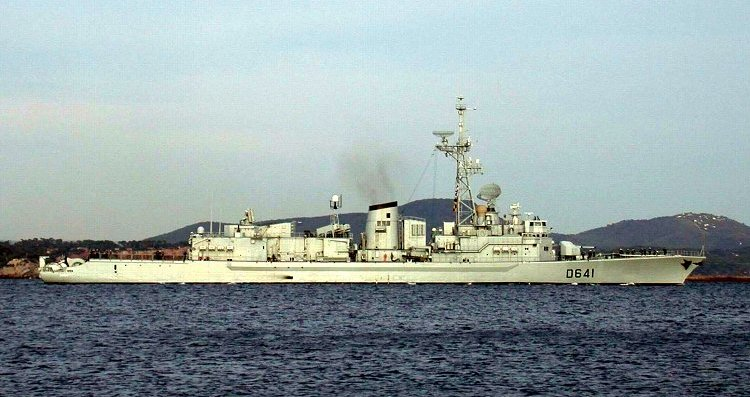
Dupleix (D641)

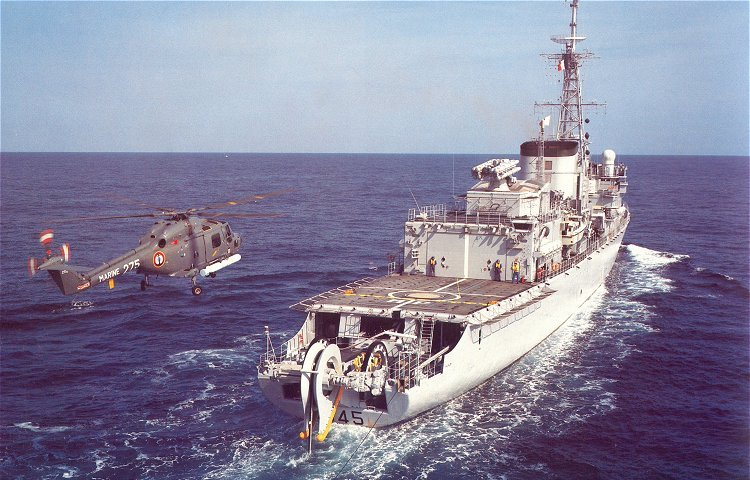
La Motte-Picquet (D645) s vrtulníkem Lynx

Hlavňovou výzbroj představuje 100mm kanón Creusot-Loire v dělové věži na přídi a dva 20mm kanóny. K boji proti vzdušným cílům slouží osminásobné odpalovací zařízení protiletadlových řízených střel Crotale EDIR, umístěné na střeše hangáru. Neseno je celkem 26 střel Crotale. Fregaty rovněž nesou dva čtyřnásobné kontejnery protilodních střel MM40 Exocet a dva 550mm protiponorkové torpédomety se zásobou 10 torpéd. Jsou vybaveny přistávací plochou a hangárem pro uskladnění dvou protiponorkových vrtulníků Westland Lynx.
Pohonný systém je koncepce CODOG. Tvoří čtyři diesely SEMT Pielstick 16PA6-CV280 a dvě plynové turbíny Rolls-Royce Olympus TM3B. Nejvyšší rychlost je 30 uzlů. Dosah je 9500 námořních mil při ekonomické rychlosti 17 uzlů.